# Crucified
Crucified (с англ. — «Распятый») — песня 1991 года шведской поп-группы Army of Lovers из альбома Massive Luxury Overdose.
Это первый сингл из их второго альбома «Massive Luxury Overdose» и седьмой сингл, выпущенный группой. Он был выпущен в мае 1991 года (в Швеции), с февраля по апрель 1992 года (в Великобритании и США). Композиция была написана Александром Бардом, Андерсом Воллбеком и Жаном-Пьером Бардой. Песня имела успех в нескольких европейских странах, включая Бельгию, где она достигла первой строчки, Германии, Швеции, Австрии и Швейцарии, где композиция попала в Топ-10. В Соединенных Штатах сингл «Crucified» стал огромным клубным хитом и фаворитом на радио, дебютировав под номером 6 в чарте танцевальных синглов Billboard, и находился 14 недель в топ-20.
В 2013 году группа Army of Lovers выпустила новую версию песни под названием «Crucified 2013». Она содержит новый вокал Доминики Печински.
Будущий музыкальный проект Барда, Gravitonas, использует отрывок из этой песни в треке «Sacrifice» с их EP Black Ceremony 2012 года.
Курт Кобейн из альтернативной рок-группы Nirvana хвалил группу в своих посмертно опубликованных журналах, особенно выделив песню «Crucified».

## Отзывы
Редактор AllMusic Нед Рэггетт охарактеризовал эту песню как «совершенно неповторимый диско-гимн на всех фронтах, который вдохновляет выигрышную комбинацию запоминающихся зацепок и гармоний ABBA и придает всему этому блеск и макияж». Ларри Флик из Billboard отметил, что это «супер-горячая хлопушка». Беван Ханна из The Canberra Times написала: «Судя по видео для первого релиза сингла Crucified, их образ был тщательно продуман, сочетая костюмы и графику в стиле кабаре с заводными европейскими танцевальными ритмами». Music Week написали, что песня «является причудливым сочетанием поп-музыки и танцев». Newcastle Evening Chronicle назвала это «умным, почти хоровым рок-подходом к живому танцевальному номеру». Журнал People написал в своем обзоре, что «дискотека идет в церковь в этой хип-хоп аллилуйе».

## Чарты
| Чарт (1991)                                    | Высшая позиция |
| ---------------------------------------------- | -------------- |
| Австралия (ARIA Charts)                        | 56             |
| Австрия (Ö3 Austria Top 40)                    | 3              |
| Бельгия/Фландрия (Ultratop 50)                 | 1              |
| Европа (Eurochart Hot 100)                     | 14             |
| Франция (SNEP)                                 | 22             |
| Германия (Media Control Charts)                | 5              |
| Греция (IFPI)                                  | 2              |
| Нидерланды (Dutch Top 40)                      | 2              |
| Нидерланды (Single Top 100)                    | 3              |
| Испания (AFYVE)                                | 10             |
| Швеция (Sverigetopplistan)                     | 8              |
| Швейцария (Schweizer Hitparade)                | 6              |
| Великобритания (UK Singles)                    | 47             |
| Чарт (1992)                                    | Высшая позиция |
| Великобритания (UK Singles)                    | 31             |
| Великобритания (Music Week Dance Singles)      | 42             |
| США (Billboard Dance Club Songs)               | 6              |
| США (Billboard Dance/Electronic Singles Sales) | 6              |
| Чарт (2014)                                    | Высшая позиция |
| США (US Billboard Dance Club Songs)            | 18             |
| США (US Billboard Hot Dance/Electronic Songs)  | 45             |